# Sweet Jane
„Sweet Jane“ je skladba skupiny The Velvet Underground, vydaná v roce 1970 na albu Loaded. Píseň napsal frontman skupiny Lou Reed, který ji v pozdějších letech hrál i při svých sólových koncertech. Podle časopisu Rolling Stone se skladba umístila na pozici 335 v jejich seznamu 500 nejlepších písní všech dob.

## Cover verze
- Mott the Hoople (1972)
- Brownsville Station na albu Yeah! (1973)
- The Afflicted (1985)
- Cowboy Junkies (1988)
- Red Hot Chili Peppers
- další